# Pterodroma macroptera
Pterodroma macroptera là một loài chim trong họ Procellariidae.
Có hai phân loài được công nhận là P. macroptera - P. m. macroptera và P. m. gouldi, phân loài sau là loài đặc hữu của New Zealand.
Loài chim này cư trú sinh sản ở Nam bán cầu giữa 30 và 50 độ Nam với đàn trên Tristan da Cunha, đảo Gough, quần đảo Crozet, quần đảo Prince Edward, quần đảo Kerguelen và trên bờ biển phía nam Australia và phía bắc New Zealand. Đây là một loài hiếm khi lang thang sang Thái Bìllnh Dương ngoài khơi bờ biển California, Hoa Kỳ.